# Oliver Wilson
Oliver Wilson (Mansfield, 14 september 1980) is een Engelse golfprofessional.

## Amateur
Als jongetje heeft Wilson voor Lee Westwood gecaddied, toen die kampioen van Nottinghamshire was. Als amateur speelde Wilson in de 'county'-teams en in het Engelse Boys Team. Met een studiebeurs ging hij naar Augusta State University (ASU), waar hij lid werd van de Jaguars van 2000-2003. In die periode boekte hij vier overwinningen en in 2003 was hij de beste amateur.

### Gewonnen
- 2001: Cleveland Golf / Augusta State Invitational
- 2003: Duke Golf Classic, Gator Invitational, Cleveland Golf / Augusta State Invitational

### Teams
- Walker Cup (namens Groot-Brittannië & Ierland): 2003 (winnaars)
- Palmer Cup: 2001, 2002, 2003 (winnaars)

## Professional
Via zijn prestaties op de Europese Challenge Tour in 2004 krijgt hij zijn spelerskaart voor de Europese Tour.
In 2005, zijn Rookiejaar op de Europese Tour, eindigt hij op de 97ste plaats van de Order of Merit.
Eind 2007 staat hij op de 30ste plaats. In maart verliest hij de play-off op de Johnnie Walker Classic tegen Anton Haig en op de Deutsche Bank Players’ Championship eindigt hij op de 2de plaats achter Andrés Romero.
In zes jaren bereikte hij 17 top 10-plaatsen. In 2008 debuteert hij bij de Ryder Cup en in 2014 behaalde hij zijn eerste overwinning op de Europese Tour.

### Gewonnen
- 2014: Alfred Dunhill Links Championship

### Teams
- Seve Trophy (namens Groot-Brittannië & Ierland): 2007 (winnaars)
- Ryder Cup (namens Europa): 2008